# Aéroport municipal de Yorkton
L'aéroport municipal de Yorkton est un aéroport situé en Saskatchewan, au Canada.
Durant la Seconde Guerre mondiale, il a été utilisé par le plan d'entraînement aérien du Commonwealth britannique.